# Aphthona brunnea
Aphthona brunnea es una especie de coleóptero de la familia Chrysomelidae. Fue descrita científicamente por primera vez en 1984 por Medvedev.